# Гянджа-Ґазахська рівнина

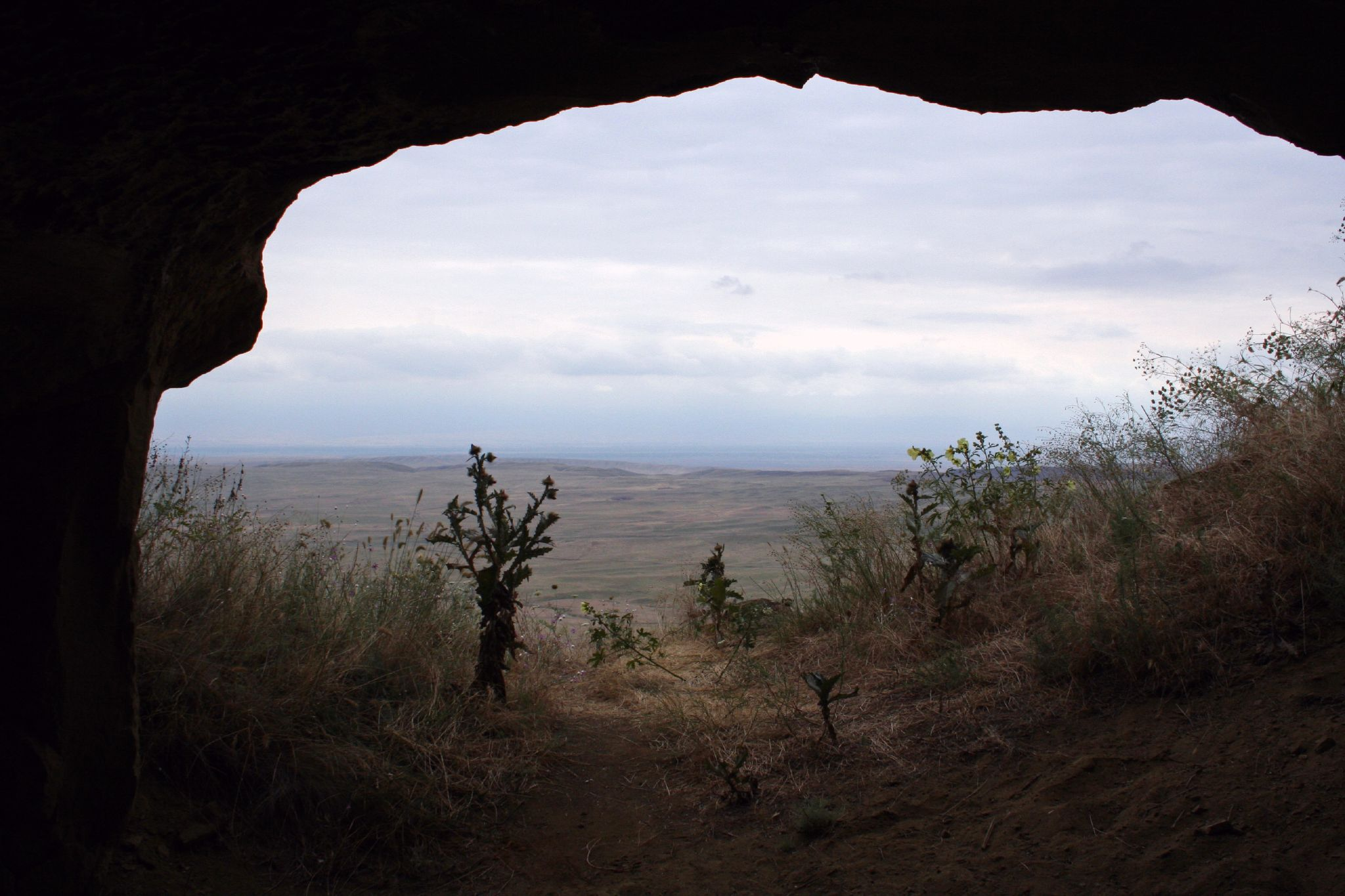
Вид на рівнину з грузинського села Удабно

Гянджа-Ґазахська рівнина (азерб. Gəncə-Qazax düzənliyi) — рівнина в північно-західній частині Азербайджанської Республіки.
Рівнина тягнеться від схилів Малого Кавказу до берегів річки Кури. Висота над рівнем моря становить 100-550 метрів. На долині ростуть фрукти, виноград, картопля, кукурудза, бавовна.
Клімат рівнини м’який.
Охоплює територію Ґазахського, Агстафинського, Товузького, Шамкірського, Гейгельського, Самухського районів і міста Гянджа.